# Gabriele Riedle

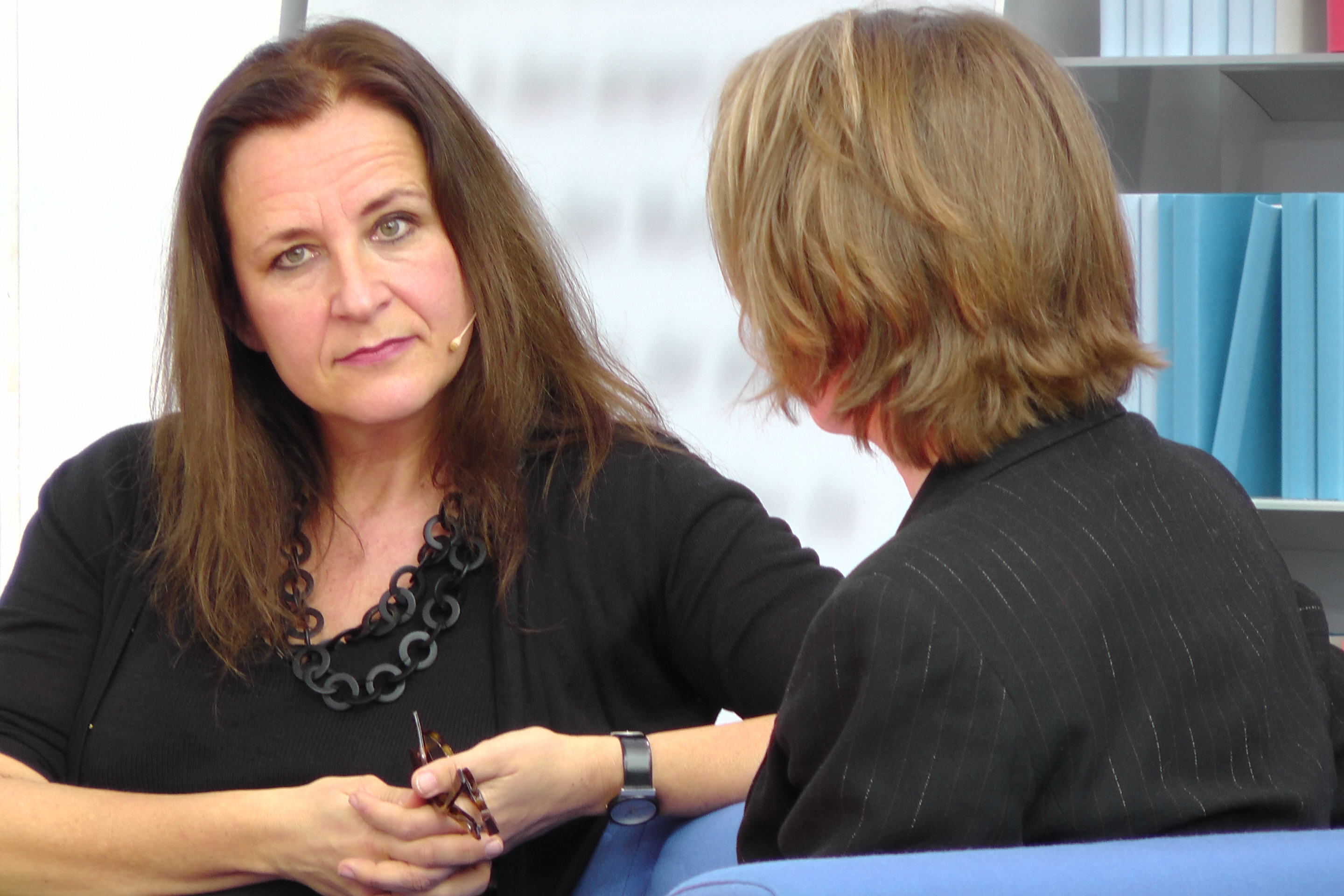
Gabriele Riedle auf der Leipziger Buchmesse (2012)

Gabriele Riedle (* 1958 in Stuttgart) ist eine deutsche Reporterin und Autorin.

## Leben
Gabriele Riedle stammt aus einer nicht akademisch geprägten Familie. Sie selbst besuchte das Königin-Katharina-Stift, wo sie das Abitur ablegte. Danach studierte sie Literaturwissenschaften und Sprachen an der FU Berlin. Als Journalistin schrieb sie ab Ende der 1980er politische Feuilletons für die Zeit und den Spiegel. Bei der Recherche für eine Reportage über Beutekunst lernte sie in Moskau Viktor Jerofejew kennen, mit dem gemeinsam sie den Roman Fluss verfasste.
Von 2001 bis September 2015 arbeitete Riedle als Reporterin bei der von Gruner und Jahr verlegten Zeitschrift Geo. Für Aufsehen sorgte sie Ende 2014, als sie in einem von der taz veröffentlichten Offenen Brief an die Vorstandsvorsitzende von Gruner + Jahr Julia Jäkel zu ihrer Kündigung Stellung nahm und ihre Zukunftsängste beschrieb.
In der Fernsehsendung Beckmann im Jahr 2011 thematisierte sie u. a. die Angst vieler Frauen in der arabischen Welt vor einer weiteren Einschränkung der Freiheit durch Islamisierung. Sie ist Mitgründerin des PEN Berlin.

## Werke
- Mit Viktor Jerofejew: Fluß. Aufbau-Verlag, Berlin 1998, ISBN 3-351-02848-2.
- Versuch über das wüste Leben. Eichborn, Frankfurt am Main 2004, Reihe Die Andere Bibliothek, ISBN 3-8218-4548-1. (Roman)
- Überflüssige Menschen. AB – Die Andere Bibliothek, Berlin 2012, ISBN 978-3-8477-0327-3. (Roman)
- In Dschungeln. In Wüsten. Im Krieg. Eine Art Abenteuerroman, Berlin (Aufbau Verlage GmbH & Co. KG) 2022. ISBN 978-3-8477-0447-8

## Auszeichnungen
- 2017: Bayerischer Fernsehpreis mit Carmen Butta, als Autorinnen der Dokumentation Die heimliche Revolution – Frauen in Saudi-Arabien (ZDF)
- 2022: Longlist zum Deutschen Buchpreis mit In Dschungeln. In Wüsten. Im Krieg